# Smithfield, Free State
Smithfield este un oraș din Provincia Free State, Africa de Sud.